# Sitecore
Sitecore ist ein dänisches Unternehmen, spezialisiert auf Customer Experience Management, welches Software für Web-Content-Management und Multichannel Marketing Automation anbietet. Das Unternehmen wurde 2001 in Dänemark gegründet. 

## Unternehmensgründung
1998 gründeten die dänischen Programmierer (ehemalige Studenten der Universität Kopenhagen, Dänemark) Thomas Albert, Jakob und Peter Christensen, Ole Sas Thrane und der derzeitige Geschäftsführer von Sitecore Michael Seifert ein Unternehmen, welches sich mit Systemintegrationen befasste. Hauptaugenmerk galt dabei jenen Websites, die mit Hilfe von Microsoft-Technologien umgesetzt bzw. aufgebaut waren. Zu dieser Zeit erforderten der Aufbau und die Verwaltung von Websites das Know-how eines Programmierers oder Entwicklers. Ole Sas Thrane und Jakob Christensen entwickelt eine Reihe von Methoden um diese Prozesse zu automatisieren und beschlossen, ein marktfähiges Produkt zu kreieren, welches heute als Web-Content-Management-System klassifiziert werden würde.
Im Jahr 2001 wurde Sitecore als separates Geschäftsfeld ausgegliedert und verkaufte zunächst Content-Management-Systeme auf dem dänischen Markt für IT-Abteilungen. Dieses Geschäftsfeld entwickelte sich in weiterer Folge zu einem globalen Anbieter von Customer Experience Management-Software, welches in erster Linie auf Unternehmensmarketingabteilungen und Marketing-Dienstleister abzielt.

## Weitere Entwicklung
2008: Sitecore meldet ein Methode zur Sammlung Erfahrungsanalysedaten zum Patent an.
2011: Sitecore erwirbt pectora, einen Anbieter von Web-Publishing-Lösungen für Integration auf Print-basierenden Projekten
2013: Sitecore erwirbt commerceserver.net (früher Ascentium) und übernimmt die Entwicklung, Marketing und Verkauf des ehemaligen Microsoft-Produktes.
2014: Sitecore erwirbt Mehrheitsbeteiligungen an Komfo, einem dänischen Social Media Marketing und Engagement Hersteller und veröffentlicht seine Social-Media-Marketing-Suite „Sitecore Social“.
2015: Umzug eines Teils der Sitecore Unternehmung nach Marina Plaza in Sausalito, Kalifornien, USA.
2018: Übernahme von Stylelabs, einem Software-Anbieter für Marketing-Technologien, mit dem Ziel Stylelabs Digital Asset Management, Marketing Resource Management und Produktinformations-Management-Anwendungen in die Sitecore Experience Cloud zu integrieren.
2019: Sitecore erwirbt Hedgehog, ein kunden- und partnerorientiertes digitales Beratungsunternehmen, um digitale Transformationsinitiativen zu beschleunigen und die Unterstützung für das Partner-Ökosystem auszuweiten.

## Leadership
Michael Seifert war von der Gründung des Unternehmens im Jahr 2001 bis 2017 dessen CEO.